# جنگجویان سامورایی (مجموعه تلویزیونی)
جنگجویان سامورایی یکی انیمه ژاپنی است. این انیمه برگرفته از بازی Samurai Warriors-II
است. شخصیت‌های اصلی بازی در انیمه هستند. بازیگران صدا شخصیت‌های بازی در انیمه به جای همان شخصیت صداگذاری می‌کنند.

## شخصیت‌ها
یوکیمورا سانادا
نوبویوکی سانادا
میتسوناری ایشیدا
کانتسوگو نااوئه
کونوایچی
ایناهیمه
یوشیتسوگو اوتانی
تاکاتورا تودو
ساکون شیما
کیوماسا کاتو
ماسانوری فوکوشیما
نائوماسا ایی
کاگه‌کاتسو اوئه‌سوگی
کوجورو کاتاکورا
نِنِه
ماسامونه داته
کوتارو فوما
اوجی‌یاسو هوجو
کای هیمه
بانو هایاکاوا
هیده‌یوشی تویوتومی
هیده‌تادا توکوگاوا
تاداکاتسو هوندا
ایه‌یاسو توکوگاوا
هیده‌یوری تویوتومی
شینگن تاکدا
سوزو
کیجی مائدا
موتوچیکا چوسوکابه